# Ralph Watkins
Ralph Watkins (New York, ... – ...; fl. XX secolo) è stato un produttore discografico e proprietario di jazz club statunitense.
Come proprietario del Kelly's Stable prima e del Royal Roost poi, Watkins fece debuttare nella zona più calda dello show business legato al jazz molti artisti che arrivavano da fuori città o che erano scritturati in club di Harlem in un periodo in cui la decadenza del quartiere era ormai avanzata. Tra questi ultimi vi fu Art Tatum, che iniziò suonando al Kelly's Stable facendosi pagare in birra.
Dopo la guerra, Watkins passò al Royal Roost fondando al tempo stesso, assieme a Arthur Faden, Bill Faden e Monte Kay, una casa discografica con lo stesso nome del locale, che fu presto rilevata da Jack Hooke e Sammy Kaye.
Nello stesso anno, il Royal Roost di Watkins ospitò il nonetto con cui Miles Davis realizzò il progetto di Birth of the Cool.
(Miles Davis)